# Legit Goons
Legit Goons (кор. 리짓 군즈, укр. законні бовдури) - південнокорейський музичний колектив. Був створений у 2014 році і почав свою кар'єру зі студійного альбому Change the Mood. У 2016 році вони випустили свій другий альбом Camp.
Їх третій альбом 2017 року Junk Drunk Love, виграв категорію "Альбом року" 2018 Korean Hip-hop Awards та був номінований як "Найкращий Реп Альбом" у 2018 Korean Music Awards.
Їхня музика виражається як музика Б-клас сентиментів (емоційних почуттях) та добре сприйнята критиками за свій унікальний стиль. У 2019 році гурт випустив свій четвертий альбом Rockstar Games та виступили з Loopy та Nafla на The EBS space.

## Дискографія

### Альбоми
- Change The Mood (2014)
- Camp (2016)
- Junk Drunk Love (2017)
- Rockstar Games (2019)
- Family Sitcom (2022)

### Сінгли
- Good Thing (2014)
- No Name Girl (2014)
- Villain (Jayho, 블랭타임 та Horim) (2015)
- Goons House (2017)
- JACKASS (2019)
- Dingo X LEGIT GOONS (Part 1) - Burn (2020)
- Dingo X LEGIT GOONS (Part 2) - Party & B******t (2020)